# Petra Ušelová
Petra Ušelová (* 15. prosince 1973 Praha) je česká filmová, televizní a rozhlasová scenáristka a dramaturgyně.

## Profesní život
V letech 1988–1992 absolvovala Gymnázium Elišky Krásnohorské v Praze. V letech 1992–1998 studovala scenáristiku a dramaturgii na Filmové a televizní fakultě Akademie múzických umění v Praze (FAMU). Již během studia příležitostně spolupracovala s Českou televizí, např. na scénáři k 22 dílům pořadu „Co mám dělat, když...“. Po absolutoriu nadále spolupracovala s Českou televizí např. na pořadu Bakaláři, pro nějž napsala povídky Kabát a Samozvaný host (1999). Pro Český rozhlas připravila mimo jiné třídílnou dramatizaci románu anglické spisovatelky Radclyffe Hall Studna osamění s Vilmou Cibulkovou a Petrou Špalkovou v ústředních rolích (2000) či vlastní původní hru Lomeno 0049 s Tatianou Vilhelmovou Dykovou a Sašou Rašilovem (2001/2004).
Studna osamění původně vznikla jako studentský filmový scénář a jako taková byla oceněna Nadací Český literární fond (ČLF). Rovněž se svým absolventským filmovým scénářem z FAMU Jahodový křik, na němž spolupracovala se spolužačkou Karin Babinskou, získala Prémii Nadace ČLF. Pojednával o choulostivém tématu sexuálního zneužívání, k realizaci se jej však nepodařilo dovést.
V roce 2000 poprvé napsala filmovou povídku, na níž pak s Babinskou nadále spolupracovala a v roce 2005 za první verzi tohoto filmového scénáře pod názvem Poslední léto obsadila 2. místo v českém kole soutěže Hartley-Merrill Prize. Natočen měl být už v roce 2005, realizace se však na poslední chvíli zastavila a natáčení proběhlo o rok později, pod názvem Pusinky byl uveden do kin v dubnu 2007.
V roce 2005 začala Ušelová spolupracovat s TV Nova jako scenáristka a dramaturgyně seriálu Ulice a vydržela u něj přinejmenším deset let. V roce 2008 napsala scénář ke dvěma dílům z cyklu Soukromé pasti: Jiná láska (režie Martin Dolenský) a Tatínkova holčička (režie Petr Slavík). Druhý z nich získal cenu pro nejlepší snímek v sekci evropské televizní tvorby na 11. mezinárodním festivalu televizní tvorby v La Rochelle.
Jako dramaturgyně posléze i scenáristka se připojila k realizačnímu týmu rodinné filmové komedie Tady hlídám já režiséra Juraje Šajmoviče, který měl premiéru na konci května 2012.
V únoru 2013 začala Česká televize uvádět filmový cyklus Nevinné lži, na němž se scenáristicky podílelo více osobností a Petra Ušelová pro něj napsala šestý díl Chromozom (březen 2013) a později i druhý díl druhé řady Vedlejší příznaky (září 2014). Po Ulici nadále spolupracovala s TV Nova, a to na seriálu Ordinace v růžové zahradě, jemuž se věnovala nejméně od roku 2012 následujících deset let.

## Rodinný život
Petra Ušelová žila k roku 2007 v Praze se svou partnerkou Ivanou Opatrnou, s níž v červnu toho roku uzavřela na Staroměstské radnici registrované partnerství. Společně vychovávaly Petřina biologického syna Kryštofa, který se narodil v jejím předchozím 13letém vztahu. Později přibyl také o osm let mladší sociální syn Jakub. V roce 2010 ji portál Colour Planet vyhlásil v top 10 nejvlivnějších českých leseb a gayů.
V komunálních volbách v září 2022 neúspěšně kandidovala spolu se svým synem Kryštofem, toho času studentem bezpečnostních a strategických studií, v Praze 11 za volební uskupení Praha 11 sobě.